# La La Land (banda sonora)
La La Land: Original Motion Picture Soundtrack es la banda sonora de la película de 2016 La La Land. La banda sonora fue lanzada a través de Interscope Records el 9 de diciembre de 2016.

## Contexto
Las canciones y música de La La Land fueron compuestas y orquestadas por Justin Hurwitz, compañero de clase de Chazelle en la Universidad de Harvard, y que también trabajó en sus dos anteriores películas. Las letras fueron compuestas por Pasek y Paul,,  excepto "Start a Fire", que fue compuesta por John Stephens, Hurwitz, Marius De Vries y Angelique Cinelu.

## Lista de pistas
| La La Land: Original Motion Picture Soundtrack |                                  |                                                             |          |  |
| N.º                                            | Título                           | Intérprete(s)                                               | Duración |  |
| 1.                                             | «Another Day of Sun»             | Elenco de La La Land                                        | 3:48     |  |
| 2.                                             | «Someone in the Crowd»           | Emma Stone, Callie Hernandez, Sonoya Mizuno y Jessica Rothe | 4:19     |  |
| 3.                                             | «Mia and Sebastian's Theme»      | Justin Hurwitz                                              | 1:38     |  |
| 4.                                             | «A Lovely Night»                 | Ryan Gosling y Stone                                        | 3:56     |  |
| 5.                                             | «Herman's Habit»                 | Hurwitz                                                     | 1:51     |  |
| 6.                                             | «City of Stars»                  | Gosling                                                     | 1:51     |  |
| 7.                                             | «Planetarium»                    | Hurwitz                                                     | 4:17     |  |
| 8.                                             | «Summer Montage/Madeline»        | Hurwitz                                                     | 2:04     |  |
| 9.                                             | «City of Stars»                  | Gosling and Stone                                           | 2:29     |  |
| 10.                                            | «Start a Fire»                   | John Legend                                                 | 3:12     |  |
| 11.                                            | «Engagement Party»               | Hurwitz                                                     | 1:27     |  |
| 12.                                            | «Audition (The Fools Who Dream)» | Stone                                                       | 3:48     |  |
| 13.                                            | «Epilogue»                       | Hurwitz                                                     | 7:39     |  |
| 14.                                            | «The End»                        | Hurwitz                                                     | 0:46     |  |
| 15.                                            | «City of Stars (Humming)»        | Hurwitz y Stone                                             | 2:42     |  |

| La La Land: Original Motion Picture Score |                                                 |                                   |          |  |
| N.º                                       | Título                                          | Intérprete(s)                     | Duración |  |
| 1.                                        | «Mia Gets Home»                                 | Justin Hurwitz                    | 0:27     |  |
| 2.                                        | «Bathroom Mirror / You're Coming Right?»        | Hurwitz                           | 1:23     |  |
| 3.                                        | «Classic Rope-A-Dope»                           | Hurwitz                           | 0:45     |  |
| 4.                                        | «Mia and Sebastian's Theme»                     | Hurwitz                           | 1:37     |  |
| 5.                                        | «Stroll Up The Hill»                            | Hurwitz                           | 0:49     |  |
| 6.                                        | «There The Whole Time / Twirl»                  | Hurwitz                           | 0:44     |  |
| 7.                                        | «Bogart & Bergman»                              | Hurwitz                           | 2:11     |  |
| 8.                                        | «Mia Hates Jazz»                                | Hurwitz                           | 1:10     |  |
| 9.                                        | «Herman's Habit»                                | Hurwitz                           | 1:52     |  |
| 10.                                       | «Rialto At Ten»                                 | Hurwitz                           | 1:38     |  |
| 11.                                       | «Rialto»                                        | Hurwitz                           | 0:28     |  |
| 12.                                       | «Mia and Sebastian's Theme (Late For The Date)» | Hurwitz                           | 1:30     |  |
| 13.                                       | «Planetarium»                                   | Hurwitz                           | 4:19     |  |
| 14.                                       | «Holy Hell»                                     | Hurwitz                           | 0:42     |  |
| 15.                                       | «Summer Montage / Madeline»                     | Hurwitz                           | 2:04     |  |
| 16.                                       | «It Pays»                                       | Hurwitz                           | 2:12     |  |
| 17.                                       | «Chicken On A Stick»                            | Hurwitz                           | 1:40     |  |
| 18.                                       | «City of Stars / May Finally Come True»         | Hurwitz, Ryan Gosling, Emma Stone | 4:18     |  |
| 19.                                       | «Chinatown»                                     | Hurwitz                           | 1:23     |  |
| 20.                                       | «Surprise»                                      | Hurwitz                           | 1:30     |  |
| 21.                                       | «Boise»                                         | Hurwitz                           | 1:13     |  |
| 22.                                       | «Missed The Play»                               | Hurwitz                           | 0:36     |  |
| 23.                                       | «It's Over / Engagement Party»                  | Hurwitz                           | 1:35     |  |
| 24.                                       | «The House In Front Of The Library»             | Hurwitz                           | 0:31     |  |
| 25.                                       | «You Love Jazz Now»                             | Hurwitz                           | 0:51     |  |
| 26.                                       | «Cincinnati»                                    | Hurwitz                           | 2:06     |  |
| 27.                                       | «Epilogue»                                      | Hurwitz                           | 7:39     |  |
| 28.                                       | «The End»                                       | Hurwitz                           | 0:46     |  |
| 29.                                       | «Credits»                                       | Hurwitz                           | 3:40     |  |
| 30.                                       | «Mia and Sebastian's Theme (Celesta)»           | Hurwitz                           | 1:28     |  |

## Premios
| Premios                                             | Premios                 | Premios                           | Premios                          | Premios   | Premios       |
| Premio                                              | Fecha de la ceremonia   | Categoría                         | Recipiente(s) y nominado(s)      | Resultado | Ref.          |
| --------------------------------------------------- | ----------------------- | --------------------------------- | -------------------------------- | --------- | ------------- |
| Hollywood Music in Media Awards                     | 17 de noviembre de 2016 | Mejor banda sonora – Feature Film | Justin Hurwitz                   | Nominado  | [ 5 ] [ 6 ]   |
| Los Angeles Film Critics Association                | 4 de diciembre de 2016  | Mejor música                      | Justin Hurwitz, Pasek y Paul     | Ganador   | [ 7 ]         |
| San Francisco Film Critics Circle                   | 11 de diciembre de 2016 | Mejor banda sonora                | Justin Hurwitz                   | Nominado  | [ 8 ] [ 9 ]   |
| Asociación de Críticos de Cine de San Diego         | 12 de diciembre de 2016 | Mejor banda sonora                | La La Land                       | Segundo   | [ 10 ] [ 11 ] |
| Asociación de Críticos de Cine de Dallas-Fort Worth | 13 de diciembre de 2016 | Mejor banda sonora                | Justin Hurwitz                   | Ganador   | [ 12 ]        |
| Asociación de Críticos de Cine de Chicago           | 15 de diciembre de 2016 | Mejor banda sonora                | Justin Hurwitz                   | Nominado  | [ 13 ]        |
| St. Louis Gateway Film Critics Association          | 18 de diciembre de 2016 | Mejor música                      | Justin Hurwitz                   | Ganador   | [ 14 ]        |
| St. Louis Gateway Film Critics Association          | 18 de diciembre de 2016 | Mejor banda sonora                | La La Land                       | Segundo   | [ 14 ]        |
| IndieWire Critics Poll                              | 19 de diciembre de 2016 | Mejor banda sonora                | La La Land                       | Segundo   | [ 15 ]        |
| Asociación de Críticos de Cine de Houston           | 6 de enero de 2017      | Mejor banda sonora                | Justin Hurwitz                   | Ganador   | [ 16 ] [ 17 ] |
| Premios Globo de Oro                                | 8 de enero de 2017      | Mejor banda sonora                | Justin Hurwitz                   | Ganador   | [ 18 ]        |
| Asociación de Críticos de Cine de Denver            | 16 de enero de 2017     | Mejor banda sonora                | Justin Hurwitz                   | Ganador   | [ 19 ]        |
| British Academy Film Awards                         | 12 de febrero de 2017   | Best Film Music                   | Justin Hurwitz                   | Ganador   | [ 20 ]        |
| Satellite Awards                                    | 19 de febrero de 2017   | Mejor banda sonora                | Justin Hurwitz                   | Ganador   | [ 21 ]        |
| 89.º Premios Óscar                                  | 26 de febrero de 2017   | Mejor banda sonora                | Justin Hurwitz                   | Ganador   | [ 22 ]        |
| 89.º Premios Óscar                                  | 26 de febrero de 2017   | Mejor canción original            | "Audition (The Fools Who Dream)" | Nominado  | [ 22 ]        |
| 89.º Premios Óscar                                  | 26 de febrero de 2017   | Mejor canción original            | "City of Stars"                  | Ganador   | [ 22 ]        |

## Posiciones en las listas de éxitos
| Lista de éxitos (2017)              | Pico de posición |
| ----------------------------------- | ---------------- |
| Argentina (CAPIF)                   | 2                |
| Australian Albums (ARIA)            | 7                |
| Bélgica (Ultratop flamenca)         | 77               |
| Bélgica (Ultratop valona)           | 190              |
| Canadá (Billboard Canadian Albums)  | 3                |
| Países Bajos (Album Top 100)        | 23               |
| Finlandia (Suomen Virallinen Lista) | 26               |
| Alemania (Media Control Charts)     | 22               |
| Hungría (MAHASZ)                    | 14               |
| New Zealand Albums (RMNZ)           | 17               |
| Escocia (Scottish Albums Chart)     | 3                |
| Suiza (Schweizer Hitparade)         | 59               |
| Taiwanese Albums (Five Music)       | 1                |
| Reino Unido (UK Albums Chart)       | 3                |
| Estados Unidos (Billboard 200)      | 2                |
| Estados Unidos (Soundtrack Albums)  | 1                |